# Rotuma
Rotuma là một lãnh thổ phụ thuộc của Fiji, gồm có đảo Rotuma và các đảo lân cận. Nhóm đảo này là nơi sinh sống của một nhóm người bản địa ít người nhưng có dự thông nhất và được coi là một dân tộc cấu thành của Fiji với tên gọi "người Rotuma". Theo thống kê năm 2007, lãnh thổ có 2.002 cư dân mặc dù số người Rotuman hiện sinh sống ở đảo chính Fiji lên tới 10.000 người.

## Địa lý
Các đảo núi lửa này nằm ở tọa độ 12°30′42″N 177°51′9″Đ / 12,51167°N 177,8525°Đ, cách 646 km để đi từ Suva tới Ahau. Bản thân đảo Rotuma dài 13 km và rộng 4 km, diện tích đảo xấp xỉ 43 km². Đảo bị chia đôi thành một phần phía đông lớn hơn và một bán đảo ở phía tây, hia phần tách nhau bới một eo đất thấp và hẹp chỉ rộng 230 mét, thuộc làng Motusa (quận Itu'ti'u). Phía bắc của eo đất là Vịnh Maka và phía nam là Vịnh Hopmafau Bay. Các vịnh có nhiều các đá ngầm san hô
Có một vài đảo nằm cách từ 50 mét tới 2 km so với đảo chính, nhưng vẫn trên cùng một viền san hô là: 
- Solnoho (nam)
- Solkope và Sari'i (đông nam)
- 'Afgaha và Husia Rua (cực đông nam)
- Husia (Husiati'u) và Husiamea'me'a (đông nam)
- Hạuamea'me'a và Hạua (Hạuati'u) (đông bắc).

Ngoài ra, có một chuỗi riêng biệt của các đảo cách khoảng 3–6 km về phía tây bắc và phía tây của điểm cực tây của đảo Rotuma. Từ phía đông bắc đến tây nam, là:
- Uea
- Hạfhai
- Hạfhahoi
- Hạfhaveiaglolo
- Hatana
- Hạf’liua.[1]

## Nhân khẩu
Mặc dù về mặt chính trị đảo là một phần của Fiji từ năm 1881, văn hóa của người Rotumacó quan hệ gần gũi với người Polynesia ở phía đông, đặc biệt là Tonga, Samoa, Futuna, và Uvea. Bởi vậy dân tộc này được coi là một nhóm thiểu sô của Fiji. Hầu hết người Rotuma nay sống tại những nơi khác của Fiji, và chỉ 1.953 người vẫn còn sống trên đảo Rotuma. Người Rotuma có truyền thống bảo thủ và gìn giữ các giá trị của mình khi phải đối mặt với các tiếp xúc bên ngoài. Năm 1985 đã có 85% dân đảo bỏ phiếu chống lại việc phát triển du lịch tại đảo.